# Председатель Совета Федерации
Председатель Совета Федерации Федерального собрания Российской Федерации (также спикер) — руководитель верхней палаты российского парламента, одна из высших государственных должностей.
Часто в средствах массовой информации именуется «третьим лицом государства» (после, соответственно, президента и премьер-министра), однако законодательно такой порядок не закреплен и к временному исполнению полномочий президента России отношения не имеет.

## Порядок избрания
Председатель избирается членами Совета Федерации из их числа. То есть должность занимает один из членов Совета Федерации. Избрание проводится тайным голосованием с использованием бюллетеней. Совет Федерации может принять решение о проведении тайного голосования с использованием электронной системы.
Председатель Совета Федерации избирается на срок его полномочий в качестве члена Совета Федерации.
Кандидатуры на должность Председателя Совета Федерации предлагаются членами Совета Федерации. Каждый член Совета Федерации вправе предложить только одну кандидатуру. По всем кандидатам, давшим согласие баллотироваться, проводится обсуждение, в ходе которого они выступают на заседании и отвечают на вопросы членов Совета Федерации. После обсуждения палата утверждает список кандидатур для голосования.
Кандидат считается избранным, если в результате голосования он получил более половины голосов от общего числа членов Совета Федерации. В случае если на должность Председателя Совета Федерации было выдвинуто более двух кандидатур и ни одна из них не получила требуемого для избрания числа голосов, проводится второй тур голосования по двум кандидатурам, получившим наибольшее число голосов.

## Полномочия
Председатель Совета Федерации:
- созывает заседания Совета Федерации, в том числе внеочередные;
- формирует проект повестки дня заседания Совета Федерации, вносит его на рассмотрение Совета палаты, представляет Совету Федерации рассмотренный Советом палаты проект повестки дня заседания Совета Федерации;
- ведёт заседания палаты;
- подписывает постановления Совета Федерации;
- приводит к присяге лиц, назначенных на должности судьи Конституционного Суда Российской Федерации и Генерального прокурора Российской Федерации;
- ведает внутренним распорядком деятельности палаты в соответствии с полномочиями, предоставленными ему настоящим Регламентом;
- распределяет обязанности между первым заместителем Председателя Совета Федерации и заместителями Председателя Совета Федерации
- организует работу Совета палаты и ведёт его заседания;
- координирует работу комитетов и комиссий Совета Федерации;
- направляет для предварительного рассмотрения в комитеты, комиссии палаты в соответствии с вопросами их ведения одобренные Государственной думой проекты законов Российской Федерации о поправках к Конституции Российской Федерации, федеральные конституционные законы, принятые Государственной думой федеральные законы, а также законопроекты, поправки к законопроектам, разработанные комитетом, комиссией Совета Федерации, членом Совета Федерации, которые предполагается внести в Государственную думу в порядке реализации права законодательной инициативы Совета Федерации;
- направляет Общественной палате Российской Федерации по её запросу документы и материалы, необходимые для проведения общественной экспертизы проектов законов Российской Федерации о поправках к Конституции Российской Федерации, проектов федеральных конституционных законов и федеральных законов (за исключением материалов, содержащих сведения, составляющие государственную или иную охраняемую законом тайну)
- опубликовывает для всеобщего сведения уведомления о принятых законах Российской Федерации о поправках к Конституции Российской Федерации;
- направляет для рассмотрения в законодательные (представительные) органы государственной власти субъектов Российской Федерации принятые законы Российской Федерации о поправках к Конституции Российской Федерации;
- направляет Президенту Российской Федерации для подписания и официального опубликования одобренные Советом Федерации законы Российской Федерации о поправках к Конституции Российской Федерации, федеральные конституционные законы и федеральные законы;
- направляет в Государственную думу отклонённые Советом Федерации проекты законов Российской Федерации о поправках к Конституции Российской Федерации, федеральные конституционные законы и федеральные законы;
- направляет в комитеты, комиссии Совета Федерации в соответствии с вопросами их ведения, а также в Правовое управление Аппарата Совета Федерации для подготовки предложений законодательные акты, принятые Парламентом Союзного государства, Межпарламентской Ассамблеей Евразийского экономического сообщества, модельные законодательные акты, принятые Межпарламентской Ассамблеей государств — участников Содружества Независимых Государств, а также проекты указанных актов;
- представляет палату во взаимоотношениях с федеральными органами государственной власти, органами государственной власти субъектов Российской Федерации, органами местного самоуправления, общественными объединениями, а также с парламентами иностранных государств, международными организациями, государственными и общественными деятелями иностранных государств;
- участвует в согласительных процедурах, используемых Президентом Российской Федерации в соответствии с частью 1 статьи 85 Конституции Российской Федерации для разрешения разногласий между федеральными органами государственной власти и органами государственной власти субъектов Российской Федерации, а также между органами государственной власти субъектов Российской Федерации;
- координирует организацию парламентских слушаний, «круглых столов» и иных мероприятий, проводимых в Совете Федерации;
- утверждает график приёма граждан членами комитетов, комиссий Совета Федерации, а также направляет другим должностным лицам Совета Федерации для рассмотрения индивидуальные и коллективные обращения граждан, поступившие в Совет Федерации
- решает иные вопросы организации деятельности Совета Федерации в соответствии с настоящим Регламентом и другими нормативными правовыми актами;
- осуществляет общее руководство Аппаратом Совета Федерации и контролирует его деятельность;
- утверждает по согласованию с Советом палаты структуру Аппарата Совета Федерации;
- утверждает штатную численность Аппарата Совета Федерации;
- с согласия Совета палаты назначает на должность и освобождает от должности Руководителя Аппарата Совета Федерации, а также по представлению Руководителя Аппарата Совета Федерации назначает на должность и освобождает от должности первых заместителей (первого заместителя), заместителей Руководителя Аппарата Совета Федерации Федерального собрания Российской Федерации и иных работников Аппарата Совета Федерации в соответствии с Положением об Аппарате Совета Федерации Федерального собрания Российской Федерации;
- подписывает удостоверение к почетному знаку Совета Федерации Федерального собрания Российской Федерации «За заслуги в развитии парламентаризма»;
- подписывает и вручает Почетную грамоту Совета Федерации Федерального собрания Российской Федерации;
- по решению Совета палаты подписывает и направляет Президенту Российской Федерации представления о награждении членов Совета Федерации и работников Аппарата Совета Федерации государственными наградами;
- подписывает и направляет приглашения палаты членам Правительства Российской Федерации и иным лицам в порядке, установленном статьёй 77 настоящего Регламента;
- возглавляет работу по планированию деятельности палаты;
- подписывает доверенность представителю Совета Федерации при рассмотрении дела Конституционным Судом Российской Федерации;
- назначает из числа членов Совета Федерации полномочных представителей Совета Федерации в Государственной думе, Правительстве Российской Федерации, Конституционном Суде Российской Федерации, Верховном Суде Российской Федерации, Счетной палате Российской Федерации, Генеральной прокуратуре Российской Федерации, Центральной избирательной комиссии Российской Федерации, Министерстве юстиции Российской Федерации, Общественной палате Российской Федерации, а также полномочного представителя Совета Федерации по взаимодействию с Уполномоченным по правам человека в Российской Федерации;
- утверждает инструкцию по делопроизводству в Совете Федерации и инструкцию по работе с обращениями граждан в Совете Федерации;
- даёт поручения комитетам и комиссиям Совета Федерации;
- даёт поручения другим должностным лицам Совета Федерации.[3]

## Отзыв
Председатель Совета Федерации может быть освобожден от должности на основании решения Совета Федерации, принимаемого большинством голосов от общего числа членов Совета Федерации. Вопрос об освобождении от должности рассматривается Советом Федерации при поступлении личного заявления председателя или по предложению группы членов Совета Федерации численностью не менее одной пятой от общего числа членов Совета Федерации.

## Список Председателей Совета Федерации Федерального собрания Российской Федерации
| №     | Портрет | Имя, отчество, фамилия       | Представляет            | Годы жизни           | Даты председательства                     |
| ----- | ------- | ---------------------------- | ----------------------- | -------------------- | ----------------------------------------- |
| 1     |         | Владимир Филиппович Шумейко  | Калининградскую область | род. 10 февраля 1945 | 13 января 1994 года — 23 января 1996 года |
| 2     |         | Егор Семёнович Строев        | Орловскую область       | род. 25 февраля 1937 | 23 января 1996 года — 5 декабря 2001 года |
| 3     |         | Сергей Михайлович Миронов    | Санкт-Петербург         | род. 14 февраля 1953 | 5 декабря 2001 года — 18 мая 2011 года    |
| и. о. |         | Александр Порфирьевич Торшин | Республику Марий Эл     | род. 27 ноября 1953  | 18 мая 2011 года — 21 сентября 2011 года  |
| 4     |         | Валентина Ивановна Матвиенко | Санкт-Петербург         | род. 7 апреля 1949   | с 21 сентября 2011 года — настоящее время |

## Почётный Председатель Совета Федерации
Пожизненное звание учреждено Советом Федерации в 2002 году. Регламентом Совета Федерации Почётному Председателю отведено специальное место в зале заседаний Совета Федерации и кабинет в здании палаты. Почётному Председателю вручается специальное удостоверение и нагрудный знак.
- Егор Семёнович Строев